# Света Луција на Олимпијским играма
Света Луција се први пут појавила на Олимпијским играма 1996. године и после тога је слала своје спортисте на све наредне касније одржане Летње олимпијске игре.
На Зимским олимпијским играма Света Луција никада није учествовала. Представници Свете Луције закључно са Олимпијским играма одржаним 2012. године у Лондону нису освојили ни једну олимпијску медаљу.
Национални олимпијски комитет Свете Луције (Saint Lucia Olympic Committee) је основан 1987. а признат од стране МОК 1993. године.

## Медаље

### Освојене медаље на ЛОИ
| Учешће и освојене медаље Санта Луције на ЛОИ |                     |        |      |      |        |       |        |        |        |         |
| ЛОИ                                          | Носилац заставе     | Учешће | Муш. | Жене | спорт. | Злато | Сребро | Бронза | Укупно | Пласман |
| 1996. Атланта                                | Мишел Батист        | 6      | 5    | 1    | 2      | 0     | 0      | 0      | 0      | —       |
| 2000. Сиднеј                                 | Доминик Џонсон      | 5      | 3    | 2    | 2      | 0     | 0      | 0      | 0      | -       |
| 2004. Атина                                  | Зеферинус Џозеф     | 2      | 1    | 1    | 2      | 0     | 0      | 0      | 0      | -       |
| 2008. Пекинг                                 | Лаверн Спенсер      | 4      | 1    | 3    | 2      | 0     | 0      | 0      | 0      |         |
| 2012. Лондон                                 | Лаверн Спенсер      | 4      | 1    | 3    | 3      | 0     | 0      | 0      | 0      |         |
| 2016. Рио де Жанеиро                         | Лаверн Спенсер      | 5      | 1    | 4    | 3      | 0     | 0      | 0      | 0      |         |
| 2020. Токио                                  |                     |        |      |      |        |       |        |        |        |         |
| 2024. Париз                                  |                     |        |      |      |        |       |        |        |        |         |
| 2028. Лос Анђелес                            | предстојећи догађај |        |      |      |        |       |        |        |        |         |
| 2032. Бризбејн                               | предстојећи догађај |        |      |      |        |       |        |        |        |         |
| Укупно                                       |                     | 21     | 11   | 10   |        | 0     | 0      | 0      | 0      |         |

### Преглед учешћа спортиста Свете Луције по спортовима на ЛОИ
Стање после ЛОИ 2012.
| Спорт      | Период | Период   | Укупно | Мушки | Жене |   |   |   |   |
| Спорт      | Прво   | Последње | Укупно | Мушки | Жене |   |   |   |   |
| ---------- | ------ | -------- | ------ | ----- | ---- | - | - | - | - |
| Атлетика   | 1996   | 2012     | 11     | 7     | 4    | 0 | 0 | 0 | 0 |
| Једрење    | 1996.  | 2012.    | 2      | 1     | 1    | 0 | 0 | 0 | 0 |
| Пливање    | 2000.  | 2012.    | 4      | 1     | 3    | 0 | 0 | 0 | 0 |
| Укупно (3) |        |          | 17     | 9     | 8    | 0 | 0 | 0 | 0 |

Разлика у горње две табеле од 4 учесника ( 2 мушкарца и две жене) настала је у овој табели јер је сваки спортиста без обзира колико је пута учествовао на играма и у колико разних спортова на истим играма рачунат само једном

## Занимљивости
- Најмлађи учесник: Наташа Сара Џорџиос, 17 година и 9 дана Атина 2004. пливање
- Најстарији учесник: Мајкл Грин, 42 година и 50 дана Атланта 1996. једрење
- Највише учешћа: 3 Доминик Џонсон (1996, 2000, 2008)
- Највише медаља: -
- Прва медаља: -
- Прво злато: -
- Најбољи пласман на ЛОИ: -
- Најбољи пласман на ЗОИ: -